# Mobbade barn med automatvapen
Mobbade Barn Med Automatvapen, MBMA, är en svensk musikgrupp inom hiphop bestående av Organism 12, Pst/Q och DJ Large.
De har genomfört flera sidoprojekt såsom Ungdumshälsan (Organism 12 och T.R), Retarderat Eleverade (Seron och Organism 12), samt arbetat tillsammans med bland andra Looptroop.

## Tidigare medlemmar
Gruppen innehöll även rapparna Leo Ruckman, som hoppade av, och Seron. År 2000 meddelade Seron att han blivit frälst och lämnade hiphopscenen helt, ett avhopp som kom helt oväntat för de övriga medlemmarna i MBMA. 2004 gjorde Seron comeback tillsammans med Wordical, då med kristet budskap. 

## Diskografi
- 2000 – Vulgära vovvar
- 2002 – Musiken/Stress syndrome (splitsingel tillsammans med Form One)
- 2003 – Nu ännu drygare

## Sidoprojekt

### Retarderat eleverade
Retarderat eleverade bestod av Organism 12 och Seron. Då Seron slutat rappa torde projektet kunna anses som avslutat.

#### Diskografi
- 1999 – Retarderat eleverade
- 2000 – Hotel No Monkey Business
- 2000 – Tootaosen